# خريستو ملادينوف
خريستو ملادينوف (بالبلغارية: Христо Младенов)‏ (مواليد 7 يناير 1928) هو لاعب كرة قدم.

## روابط خارجية
- خريستو ملادينوف على موقع قاعدة بيانات كرة القدم.إي يو (الإنجليزية)
- خريستو ملادينوف على موقع عالم كرة القدم.نت (الإنجليزية)